# Tasker
Tasker是一款适用于Android的应用程序，它可以根据用户定义的配置文件中的上下文（应用程序、时间、日期、位置、事件、手势）、可点击或定时的主屏幕小部件来执行任务。它无需root或特殊的主屏幕就能控制Android设备。